# Tshuoggakietshvada
Tshuoggakietshvada är en kulle i Finland.   Den ligger i den ekonomiska regionen Norra Lappland och landskapet Lappland, i den norra delen av landet, 1 000 km norr om huvudstaden Helsingfors. Toppen på Tshuoggakietshvada är 317 meter över havet.
Terrängen runt Tshuoggakietshvada är huvudsakligen platt.  Trakten runt Tshuoggakietshvada är nära nog obefolkad, med mindre än två invånare per kvadratkilometer. Det finns inga samhällen i närheten. Omgivningarna runt Tshuoggakietshvada är i huvudsak ett öppet busklandskap.